# Estació de Rotterdam Centraal
Estació de Rotterdam Centraal (Pronunciació neerlandesa: [rɔtərˈdɑm sɛnˈtraːɫ]) és l'estació de ferrocarril principal de la ciutat de Rotterdam als Països Baixos. L'estació va rebre una mitjana de 110.000 passatgers diàriament l'any 2007. L'edifici actual de l'estació, ubicat a la Plaça de l'Estació, fou oficialment obert el març de 2014.

## Història
Abans de la Segona Guerra Mundial, Rotterdam no va tenir una estació central de ferrocarril, en comptes d'això hi havia quatre estacions dins i al voltant del centre de ciutat:
- Rotterdam Delftsche Poort: Per trens de l'oest cap a Schiedam, Den Haag HS i d'Amsterdam CS i trens de l'est cap a Dordrecht
- Rotterdam Beurs: Cap a Dordrecht, va connectar a Delftsche Poort
- Rotterdam Maas: estació final per trens de l'est cap a Gouda i Utrecht
- Rotterdam Hofplein: estació final pel Hofpleinlijn, una línia alternativa a Den Haag HS, també anant a Scheveningen.

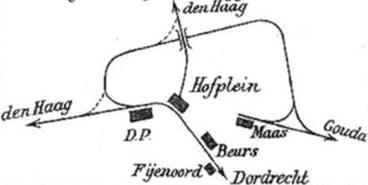
Ferrocarrils a Rotterdam el 1936.

L'estació Delftse Poort fou avariada en el Bombardeig de Rotterdam. La nova estació Centraal va ser reconstruïda just cap a l'oest del lloc. El seu edifici original va ser dissenyat per l'arquitecte Sybold van Ravesteyn i va ser completat el 13 de març de 1957, oficialment obrint el 21 de maig. L'estació Rotterdam Maas havia tancat el 1953 i trens d'Utrecht van ser desviats a l'estació Centraal via la nova estació Rotterdam Noord . Tanmateix, el Hofpleinlijn (quin més tard esdevenia part de RandstadRail) va continuar per eludir l'estació. L'estació Hofplein fou finalment tancada el 2010 després que el Hofpleinlijn va ser redirigit a través d'un túnel i connectat a l'estació Centraal per primer cop.

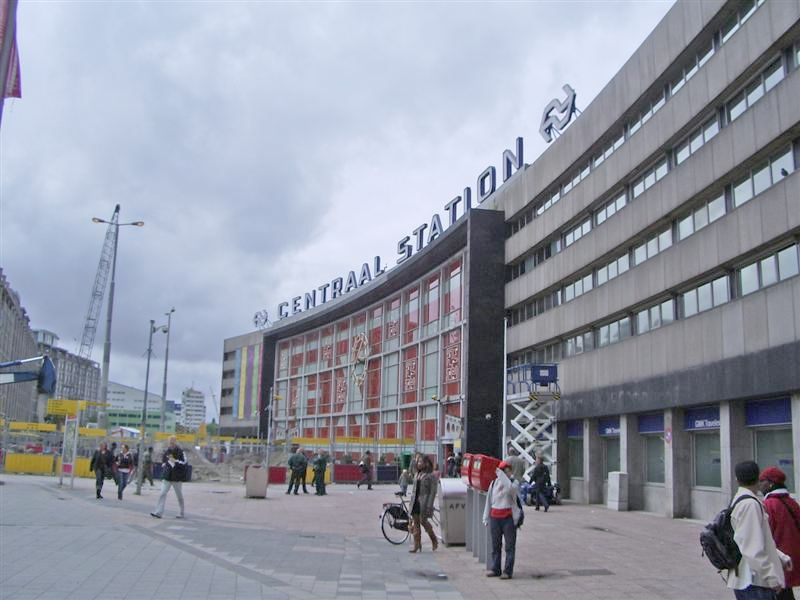
Anterior Estació Rotterdam Centraal de l'arquitecte Sybold van Ravesteyn, construït entre 1950-1957.

El 9 de febrer de 1968 la Princesa Beatriu va obrir la primera de línia metro dels Països Baixos a l'estació Centraal. La línia va connectar l'estació cap al sud de Rotterdam i ara és coneguda com la Línia D. La primera estació de metro va tenir una plataforma d'illa amb dues pistes. El 28 de setembre de 2009, una nova i més espaiosa estació subterrània va obrir a la dreta de la vella, que va ser enderrocada. L'estació nova té dues plataformes d'illa amb tres pistes.
La línia principal de l'estació avui dia té set plataformes d'illa amb tretze pistes de plataforma. Hi ha tres pistes sense plataforma (pistes 2, 5 i 10). El 2007, va ser utilitzat per aproximadament 110.000 passatgers per dia.
L' edifici de l'estació de 1957 va ser tancat el 2007 i derrocat en l'any següent per poder fer una nova estació, que va ser completada i oberta el 2014.

## Nova Rotterdam Centraal
Una reconstrucció total de l'estació i el seu entorn van començar dins 2004 per suportar un nombre creixent de trens, per exemple el tren d'alta velocitat entre Amsterdam, Brussel·les i Paris, i per acomodar el RandstadRail. A més, l'estació existent, especialment el túnel de passatgers, també esdevenia massa petita per gestionar el nombre creixent de passatgers. La previsió de viatgers van ser de 320.000 per dia el 2025. Per suportar aquest augment, era necessària una estació nova.
El juny de 2004, ProRail i el Municipi de Rotterdam va atorgar un contracte a l'equip CS, una cooperativa entre Benthem Crouwel Architekten, MVSA Meyer & Van Schooten Arquitectes, i West 8, per transformar els plans existents en un disseny per l'Estació Central nova.
Entre el 16 de gener de 2008 i el final de Març de 2008 l'estació fou completament enderrocada.

## Destinacions
Rotterdam Centraal és una de les quatre estacions principals dels Països Baixos, ben connectada amb ciutats per tot el país com: Amsterdam, Amersfoort, Bergen op Zoom, Breda, Dordrecht, Delft, Den Haag, Eindhoven, Gouda, Groningen, Haarlem, Hoek van Holland (transbordador a Harwich Regne Unit), Leeuwarden, Leiden, Middelburg, Roosendaal, Tilburg, Utrecht, Venlo, Vlissingen i Zwolle.
Hi ha també serveis internacionals a Anvers, Brussel·les i París fins a 14 vegades per dia i a Lilla dues vegades per dia.

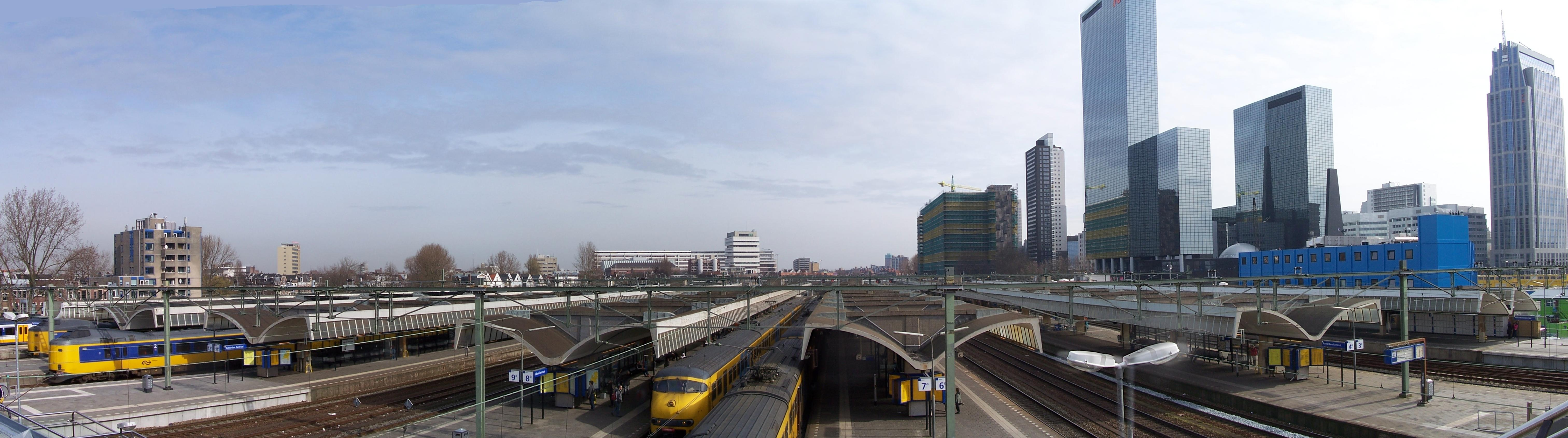
Panorama de l'anterior Rotterdam Centraal